# Waterloo (wieś w hrabstwie Seneca)
Waterloo – wieś w Stanach Zjednoczonych, w stanie Nowy Jork, siedziba administracyjna hrabstwa Seneca.